# بني مسلم
بني مسلم هي بلدية في منطقة بلنسية في إسبانيا.